# پیئا
پیئا (به ایتالیایی: Piea) یک کومونه در ایتالیا است که در استان آسته واقع شده‌است. پیئا ۸٫۸۹ کیلومتر مربع مساحت و ۶۱۹ نفر جمعیت دارد و ۲۷۵ متر بالاتر از سطح دریا واقع شده‌است.